# هجمات شمال سيناء (يناير 2015)
هجمات سيناء 2015 في 29 يناير 2015، شن إرهابيون من جماعة أنصار بيت المقدس (ولاية سيناء) سلسلة من الهجمات على مواقع عسكرية وأمنية في العريش باستخدام السيارات المفخخة وقذائف الهاون، واستهدفت هجمات شمال سيناء مقر مديرية أمن المحافظة وموقع الكتيبة 101 التابعة للجيش المصري واستراحة ضباط في حي السلام بمدينة العريش، إضافة إلى نقاط أمنية في مدينتي رفح والشيخ زويد.
الهجمات وقعت بعد ساعتين من بدء حظر تجوال تفرضه القوات المسلحة على بعض المناطق في شمال سيناء منذ مقتل ما لا يقل عن 30 جنديا في هجوم على قوات تابعة للجيش في أكتوبر/تشرين الأول الماضي. حيث أطلق المسلحين عددا كبيرا من قذائف الهاون على المواقع الشرطية والعسكرية في مدينة العريش أعقبها بدقائق انفجار سيارة مفخخة قرب أحد مخازن سلاح كتيبة 101 تابعة للجيش.
وأحدثت هذه الهجمات هزات عنيفة تسببت في تحطم أجزاء من المنازل في حي ضاحية السلام بمدينة العريش.
وأعلن الجيش المصري عن شن عمليات عسكرية بهدف ملاحقة منفذي الهجمات، وطالب الرئيس عبد الفتاح السيسي، في اتصال هاتفي مع وزير الدفاع بالقضاء على «أوكار» منفذي الهجمات.

## ردود الفعل

### محلياً
- بيان من القيادة العامة للقوات المسلحة

بسم الله الرحمن الرحيم ولا تحسبن الذين قتلوا في سبيل الله أمواتاً بل أحياء عند ربهم يرزقون صدق الله العظيم
- اجتمع اليوم بتاريخ 30 يناير 2015 المجلس الأعلى للقوات المسلحة لبحث وتحليل الأحداث الإرهابية التي وقعت في شمال سيناء... وإذ يؤكد المجلس على الآتي:[5][6][7]

1. أن تلك الأعمال الإرهابية الخسيسة لن تثنينا عن القيام بواجبنا المقدس نحو اقتلاع جذور الإرهاب والقضاء عليه.
2. إستمرار وتكثيف أعمال المداهمات والملاحقات لكافة عناصر الإرهاب والتطرف بسيناء وكافة ربوع البلاد بالتعاون مع عناصر الشرطة المدنية وبالدعم المطلق من جموع شعب مصر العظيم.
3. الإصرار علي الإستمرار في تأمين كافة جهود الدولة لإستكمال خارطة المستقبل لتحقيق الأمن والإستقرار ودفع جهود التنمية.

- وقد أشاد المجلس الأعلي للقوات المسلحة ببطولات أفراد القوات المسلحة والشرطة المدنية في التصدي للأعمال الإجرامية التي تهدف إلي النيل من إستقرار الوطن، ويثمن المجلس مدي الوعي لدي الشعب المصري بما تبذله القوات المسلحة من جهود وتضحيات لمجابهة عناصر التطرف والإرهاب ذوداً عن مقدرات شعب مصر العظيم.[8]
- وإذ ينعي المجلس شهداء الوطن الأبرار داعين الله عز وجل أن يسكنهم فسيح جناته ويلهم ذويهم الصبر والسلوان متمنين الشفاء العاجل للمصابين.

عاشت مصر حرة أبية مستقرة، والله ولي التوفيق والسلام عليكم ورحمة الله وبركاته.
- بيان من المتحدث الرسمي للقوات المسلحة

قال العميد محمد سمير، المتحدث الرسمي للقوات المسلحة: نتيجة للضربات الناجحة التي وجهتها القوات المسلحة والشرطة المدنية ضد العناصر والبؤر الإرهابية خلال الفترة الأخيرة بشمال سيناء، وفشل جماعة الإخوان الإرهابية والعناصر الداعمة لها لنشر الفوضى في الذكرى الرابعة لثورة (25 يناير) المجيدة... قامت عناصر إرهابية مساء اليوم 29 / 1 / 2015 بالاعتداء على بعض المقار والمنشآت التابعة للقوات المسلحة والأجهزة الأمنية بمدينة العريش باستخدام بعض العربات المفخخة وقذائف الهاون... وجارى تبادل إطلاق النيران والتعامل معهم.
- الرئاسة

اصدرت الرئاسة المصرية بيانا قالت فيه في أعقاب العمليات الارهابية التي شهدتها شمال سيناء مساء أمس، قرر السيد الرئيس عبد الفتاح السيسى قطع مشاركته في اجتماعات القمة الأفريقية بعد حضور الجلسة الافتتاحية، والتوجه إلى القاهرة لمتابعة الموقف.
- الأزهر الشريف

نعى الأزهر الشريف، الضحايا الذين سقطوا في هذه الهجمات، وأكد الأزهر في بيان له، أن أرواح الشهداء لن تذهب سُدى، ودماءهم الطاهرة تعطر أرض الوطن وترسم طريق المستقبل، وأن هذه الأعمال الإرهابية لن تنال من عزيمتنا في المضي قدمًا بوطننا نحو بر الأمان، فمصر بشعبها وقيادتها وأزهرها تقفُ بقوة خلفَ قوَّاتها المسلَّحة والشرطة في حماية الوطن والدفاع عنه ضدَّ البغاة والمارقين. وقدم الأزهر الشريف خالص التعازي لأسر الشهداء الأبرار، مؤكدين أن ذنوب الشهيد تُغفر له عند أول دفقة دم تخرج من جسده الطاهر، مؤكدًا: أن مصر المستقبل التي يبنيها عرق أبنائها ودمائهم الزكية لن يكون بها مكان للإرهاب الذي سينهار أمام تلاحم الشعب ووحدته، تغمَّد الله الشهداء بواسعِ الرحمة والمغفرة، وكتب الشفاءَ العاجل للمُصابين.
- حمدين صباحي: نعى حمدين صباحي، المرشح الرئاسي السابق، ضحايا الهجمات، قائلًا: شهداؤنا في جنة الخلد، الألم والحزن الذي يفطر قلوبنا يزيدنا تصميمًا على اقتلاع الإرهاب من جذوره.[21][22]
- عمرو حمزاوي: قال الدكتور عمرو حمزاوي، الناشط السياسي، إن عصابات الإرهاب تستبيح دماء المصريين جميعًا دون تمييز، وتهدف لنشر خرائط الدم والحزن والألم في ربوع مصر، وأترحم على شهداء مصر من القوات المسلحة والشرطة ومن المواطنين، وأبكيهم مع ذويهم ومع كل الوطن، وأضاف حمزاوي، خلال تغريدة له على صفحتة الشخصية بموقع «تويتر»: التضامن في مواجهة عصابات الإرهاب وإجرامها المستمر مسئوليتنا جميعًا، وهنا مسؤولية وطنية كبرى لأصوات ومجموعات الدفاع عن حقوق الإنسان والحريات، وتابع: الإرهاب ينتهك الحق في الحياة أسمى حقوق الإنسان، عصابات الإرهاب تستبيح دماءنا جميعًا دون تمييز وهدفها نشر خرائط الدم والحزن والألم في ربوع مصر.[23][24][25]
- حزب النور: نعى حزب النور في بيان رسمي له أبناء الجيش والشرطة وجميع من سقطوا في حادث سيناء الإجرامي مؤكدا: «أن مصر تتعرض لمخاطر جسيمة وتحديات عظيمة، ومنها ما يحدث في سيناء من هجمات إرهابية تستهدف قوات الجيش والشرطة، يقوم بها جماعات تكفيرية وصدامية منحرفة مستهدفين زعزعة الاستقرار وهدم الوطن وسقوط مؤسساته.» [26][27]
- عمرو دياب: نعى الفنان عمرو دياب، الضحابا الذين سقطوا في هذه الهجمات، قائلًا: أنعي بكل حزن وأسي شهدائنا الأبطال في العمليات الإرهابية في سيناء[28] وأضاف دياب، في تدوينة له على صفحته الرسمية بموقع التواصل الاجتماعي «فيس بوك»، خالص العزاء لجميع أسرهم، وتمنياتي بالشفاء العاجل للمصابين.[29][30]

### دولياً
- أدان الأمين العام للأمم المتحدة بان كي مون الهجمات الإرهابية، على مواقع للجيش المصري في شمال شبه جزيرة سيناء. وقال متحدث باسم الأمم المتحدة،: الأمين العام يعرب عن تعازيه لأسر الضحايا، وعن تضامنه مع المصريين في هذا المصاب.
 َ أدان مجلس الأمن الدولي التابع للأمم المتحدة الجمعة الهجمات الإرهابية التي وقعت في التاسع والعشرين من يناير في شمال شبه جزيرة سيناء، وأسفرت عن مقتل وجرح العشرات من الجنود والمدنيين المصريين. وقال أعضاء المجلس: أن الإرهاب بجميع أشكاله ومظاهره يشكل واحدا من أخطر التهديدات للسلم والأمن الدوليين، وأن أية أعمال إرهابية هي أعمال إجرامية وغير مبررة بغض النظر عن دوافعها، أينما ومتى وأيا كان مرتكبوها.
 - أدان الاتحاد الأوروبي الهجمات الإرهابية التي وقعت بشمال سيناء وأسفرت عن مقتل العشرات وإصابة آخرين. قالت فيديريكا موجيريني، الممثلة الأعلى للسياسة الخارجية والأمنية بالاتحاد الأوروبي، في بيان، إن الاتحاد الأوروبي يقف إلى جانب مصر في جهودها لمعالجة التحديات المتعددة التي تواجهها البلاد. وأضافت،: إن مكافحة الإرهاب ستبقى أولوية بالنسبة للاتحاد الأوروبي، جنبًا إلى جنب مع شركائنا، ونحن بحاجة إلى مواجهة هذا التهديد المشترك.
 - أدانت الولايات المتحدة، بشدة الهجمات. وأعربت عن تعازيها الصادقة للضحايا وأسرهم، وللحكومة والشعب المصري.
وأكدت أن ازدهار مصر وقوتها يتطلبان بيئة من الأمن والاستقرار، وتبقى الولايات المتحدة ثابتة في دعمها لجهود الحكومة المصرية لمكافحة خطر الإرهاب في مصر كجزء من التزامنا المستمر بالشراكة الاستراتيجية بين بلدينا.
 - أدانت روسيا الاتحادية بشدة الهجوم، وقالت الخارجية الروسية في بيان نشرته على موقعها الإليكترونى:" يوم 29 يناير في مدينة العريش ورفح والشيخ زويد في شمال سيناء وقعت سلسلة من الهجمات الإرهابية التي كان مخططا لها، قام بها نشطاء من منظمة "أنصار بيت المقدس" التي تتعلق بالجماعة الإرهابية "داعش"، وقامت باستخدام مدافع الهاون والأسلحة النارية على الجيش والشرطة المصرية.
 - أعربت الصين، عن إدانتها للعمليات الإرهابية التي تعرضت لها مقار أمنية وعسكرية في شمال سيناء، الخميس وأدت إلى مقتل وإصابة العشرات.
وذكرت المتحدثة باسم وزارة الخارجية الصينية هوا تشون يينج، في تصريحات صحفية، الجمعة، أن الصين ترفض وتدين الاٍرهاب بكل أشكاله وأنها دائماً ما تتمنى كل الخير لمصر التي تمتد علاقتها بها إلى أمد بعيد والتي تعتبرها صديقا مقربا'، وأضافت المتحدثة، أن الصين تأمل حقا في أن ترى مصر تتمتع بالاستقرار والأمن طوال الوقت.
 - استنكرت سوريا بأشد العبارات الهجمات الأخيرة التي شنتها الجماعات الإرهابية المسلحة في سيناء والتي أدت لاستشهاد وإصابة عدد من قوات الأمن والجيش المصري. وقال مسئول في الخارجية السورية: إن إستمرار المجموعات الإرهابية التكفيرية بإستهداف الجيش المصرى وقوى الأمن يكشف المخططات التي تستهدف مكونات القوة المدافعة عن سيادة واستقلال الدول العربية وقضاياها العادلة.
 - أدان الرئيس الفلسطيني محمود عباس، بشدة الهجمات الإرهابية التي استهدفت قوات الجيش والأمن المصرية، في شمال سيناء، وأودت بحياة عدد من الجنود والضباط. وأعلن عباس من مؤتمر قمة الاتحاد الأفريقي المنعقدة في أديس أبابا، وقوف الشعب الفلسطيني إلى جانب جمهورية مصر العربية في حربها التي تخوضها ضد الإرهاب. وقال: نحن على ثقة من أن مصر ستنتصر على الإرهاب، وتقدّم من الرئيس المصري عبد الفتاح السيسي وأهالي الضحايا بأحر التعازي.
 - أدانت لبنان الهجمات الإرهابية التي حدثت في مدينة العريش في شمال سيناء والتي استهدفت كتيبة من الجيش المصري. وأكدت الوزارة، في بيان صحفي صدر، تضامنها الكامل مع الحكومة والشعب المصريين، مشيرة إلى أن لبنان كان أول من حذر من خطورة الهجمة التكفيرية التي تضرب العالم من باكستان مرورا بالشرق الأوسط وصولا للدول الغربية.
 - أعربت الأردن عن إدانتها الشديدة وشجبها للتفجيرات الإرهابية التي استهدفت أمن مصر في شمال سيناء، وراح عشرات من الضحايا والجرحى من الجيش وقوات الأمن والمدنيين. وقال محمد المومني، الناطق الرسمي باسم الحكومة الأردنية في تصريح،: إن الأردن تؤكد وقوفها إلى جانب مصر في كل الظروف والأحوال، ولا سيما في مواجهة الإرهاب الذي يستهدف المساس بأمنها واستقرارها وسلامة جيشها ومواطنيها.
 - قدمت المملكة المغربية تعازيها الحارة لعائلات الضحايا ولحكومة وشعب مصر، وتمنت في بيان: الشفاء العاجل للجرحى والمصابين، مجددة رفضها الدائم والمبدئى لكافة أشكال العنف والإرهاب الذي يستهدف مصر الشقيقة، أي كانت دوافعه ومنطلقاته ومبرراته. وأعربت وزارة الشئون الخارجية المغربية عن إدانتها الشديدة للهجمات الإرهابية التي استهدفت مقرات أمنية وعسكرية وإعلامية، في شمال سيناء.
 - أدانت الجزائر، الهجمات الإرهابية التي استهدفت قوات الجيش والأمن بمدينة العريش في سيناء، مؤكدة تضامنها مع الشعب والحكومة المصرية في حربها على الإرهاب. وقال بيان لوزارة الشئون الخارجية الجزائرية: تدين الجزائر بشدة سلسلة الهجمات الإرهابية الجبانة التي استهدفت قوات الجيش والأمن المصري بمدينة العريش في سيناء.
 َ أدان الأمين العام لمجلس التعاون لدول الخليج العربية، الدكتور عبد اللطيف بن راشد الزياني، الهجمات الإرهابية التي وقعت في شمال سيناء، وأدت إلى مقتل وجرح عدد من المواطنين والجنود في الجيش المصري. وقال: إن دول مجلس التعاون تدين هذه الجرائم الإرهابية الشنيعة التي تجرد منفذوها من القيم والمبادئ الإنسانية والإسلامية كافة، وتؤكد دعمها لأمن واستقرار جمهورية مصر العربية ومساندتها لجهودها في مكافحة الإرهاب. وأعرب معاليه عن تعازيه الحارة لذوي الضحايا وللحكومة المصرية، متمنياً للجرحى الشفاء العاجل.
 - أدانت المملكة العربية السعودية، حادث سيناء الإرهابي، والذي أدى إلى مقتل عشرات من جنود وضباط القوات المسلحة في مدينة العريش بشمال سيناء. وصرح مسئول بوزارة الخارجية: أن المملكة العربية السعودية تابعت بقلق شديد التفجيرات الإرهابية التي استهدفت بعض المنشآت العسكرية في محافظة شمال سيناء مساء أمس الخميس وما أسفر عنها من مقتلوإصابة عدد من الجنود المصريين.
 - ادانت دولة الإمارات العربية المتحدة اليوم بشدة الهجمات الإرهابية التي استهدفت أمس مقرات أمنية وعسكرية وإعلامية في شمال سيناء بجمهورية مصر العربية وأدت إلى سقوط عدد كبير من الضحايا. وقال أنور بن محمد قرقاش وزير الدولة للشؤون الخارجية: أن دولة الإمارات تعرب عن استنكارها الشديد لهذه الأعمال الاجرامية وتجدد رفضها المبدئي والدائم لكافة أشكال العنف والإرهاب الذي يستهدف مصر وتؤكد دعمها القوي لجمهورية مصر العربية الشقيقة ووقوفها الثابت إلى جانب الحكومة والشعب المصري في مواجهة هذه الجرائم الخطيرة.
 - أدانت مملكة البحرين الهجمات الإرهابية التي استهدفت مقار أمنية وعسكرية شمال سيناء والتي وقعت وأدت إلى مقتل وإصابة العشرات من الجنود والمواطنين. واستنكرت البحرين في بيان: هذا الحادث المؤسف مؤكدة تنافي هذا الحادث مع الدين الإسلامى الحنيف وقيمه وتعاليمه السمحة ومع الشرائع السماوية التي تكفل جميعها حفظ النفس وسلامتها.
 - أعربت دولة الكويت عن إدانتها لحوادث التفجير الإرهابية التي وقعت في منطقه شمال سيناء بمصر وأدت إلى مقتل وجرح العشرات من الأشخاص. وأوضح مسؤول في وزارة الخارجية الكويتية في تصريح: أن هذه الأعمال الإرهابية تؤكد أهمية الجهود التي يبذلها المجتمع الدولي لاجتثاث الإرهاب وتخليص العالم من شروره.